# Monterey Car Week
La Monterey Car Week (in italiano Settimana dell'auto di Monterey) è una manifestazione automobilistica che si tiene una volta all'anno a Monterey, in California.
L'evento, che si svolge con cadenza annuale durante il mese di agosto, si articola nell'arco di una settimana in cui si tengono e svolgono una serie di eventi e attività, tra cui fiere, mostre, raduni, concorsi e gare legati al mondo dell'auto a Monterey e nei suoi dintorni.

## Eventi e attività

### Concorso d'Eleganza di Pebble Beach
Il Concours d'Elegance di Pebble Beach si tiene l'ultima domenica della Monterey Car Week. È un salone dell'auto all'aperto che mostra i veicoli di ogni epoca tra cui anche anteprime di veicoli non ancora in produzione, a cui alla fine vengono assegnati dei premi.

### Rolex Monterey Motorsports Reunion
La Rolex Monterey Motorsports Reunion, precedentemente nota come Monterey Historics fino al 2010, si tiene l'ultimo fine settimana della Monterey Car Week a Laguna Seca. L'evento di quattro giorni ha circa 500 partecipanti ogni anno e generalmente ogni edizione viene dedicata ad un marchio automobilistico specifico. Il sabato e la domenica precedenti l'evento, si tiene il Monterey Pre-Reunion, è un evento di due giorni funge da raduno a molti appassionati d'automobili. 

### Aste
Durante la car week si svolgono aste di auto d'epoca, che si tengono in vari momenti e luoghi a Monterey. Sono tenuti da case d'asta come Bonhams, RM Auctions, Russo and Steele, Gooding & Company, Mecum Auctions e Rick Cole Auctions. Le vendite totali nel 2014 sono state di 463.744.226 milioni di dollari, con la vettura più costosa che è stata una Ferrari 250 GTO berlinetta del 1962 venduta per 38.115.000 di ddollari.